# طيران آسيا
طيران آسيا بيرهاد هي شركة طيران آسيا الدولية المحدودة (بالإنجليزية: AirAsia) (أير آسيا) وهي شركة طيران ماليزية تعمل بنظام التكلفة المنخفضة وتعتبر أكبر شركة طيران منخفضة التكلفة في آسيا ورائدة هذا القطاع في آسيا، تشغل شركة طيران آسيا وشركاتها التابعة في ست دول مايزيد عن 400 وجهه تغطي 25 بلد، يعتبر مركزها الرئيسي في مطار كوالالمبور الدولي الذي يغذي شركاتها التابعة وخصوصا محاورها الرئيسية في تايلاند وأندونيسيا من خلال مطار سوفارنابومي الدولي في بانكوك ومطار سوكارنو هاتا الدولي في جاكرتا، حصلت شركة طيران آسيا جائزة سكايتراكس كأفضل شركة طيران منخفضة التكلفة في أعوام 2009م، 2010م، 2011م. وحققت انجاز بعملياتها التشغيلة بحصولها علي أدني تكلفة تشغيل علي مستوي العالم حيث حققت 0,035 دولار أمريكي لكل مقعد بالكيلومتر خلال عام 2010م وتعتبر أول شركة طيران في منطقة جنوب آسيا تطبق نظام التذاكر الإلكتروني.

## التاريخ
تأسست الشركة في 1993 م من خلال تكتل حكومي ورجال أعمال بدأت عملياته التشغيلية في 18 نوفمبر 1996 م حققت الشركة بداية بطيئة وأثقلت بالديون بعد ذلك استحوذ عبر عملية شراء المليونير الماليزي توني فرنانديز علي الشركة في 2 ديسمبر 2001 من خلال مجموعة لحن الشركة القابضة التي يملكها المليونير الماليزي، وقدم استراتيجة للشركة تحت يمكن لأي شخص ان يطير حيث قدم إستراتيجية تعتمد علي تخفيض الأسعار وانتقل الشركة التي كانت مديونة بمبلغ 11 مليون دولار أمريكي وحقق في أول عام في 2002 م تحولا من الخسارة الي الربحية وأطلق خطوط جديدة من مطار كوالالمبور الدولي وكسر احتكار الخطوط الجوية الماليزية لبعض الخطوط.

## التوسع
توسعت الشركة في عام 2003 داخليا في ماليزيا عبر افتتاح مركز تشغيلي اخر مطار سيناي الواقع في جوهر بهرو قرب سنغافورة وتوسعت بأطلاق رحلات دولية في جنوب شرق آسيا وفي 8 ديسمبر 2003 تم تأسيس فرع لشركتها في تايلاند وعملت من خلال محاورها في ماليزيا وتايلاند علي رحلات الي ماكاو والصين والفلبين وفيتنام وبروناي وميانمار وكمبوديا، حتي توسعت في الاستحواذ علي شركات طيران خارجية وتأسيس اخري، اليوم تملك شركة طيران آسيا أفرع وشركات تابعة في كل من

## الأفرع
- شركة طيران آسيا (تايلاند) ومقرها في تايلاند.
- شركة طيران آسيا (إندونيسيا) ومقرها في إندونيسيا.
- شركة طيران آسيا (الفلبين) ومقرها في الفلبين.
- شركة خطوط فيت جيت ومقرها في فيتنام.
- شركة طيران آسيا (اليابان) ومقرها في اليابان.
- شركة طيران آسيا (إكس) وهو ذراع الشركة الدولي للخطوط الطويلة ومقرها في ماليزيا.

## وصلات خارجية
- الموقع الرسمي للشركة (بالإنجليزية)
- تفاصيل أسطول طيران اسيا (بالإنجليزية)